# Melanella spinosa
Melanella spinosa is een slakkensoort uit de familie van de Eulimidae. De wetenschappelijke naam van de soort is voor het eerst geldig gepubliceerd in 1915 door Oliver.